# Cossacks: Back to War
Cossacks: Back To War è un'espansione del videogioco di strategia in tempo reale Cossacks: European Wars, ambientato in Europa fra il XVII secolo e il XVIII secolo, sviluppata da "GSC Game World" e distribuita nel 2002.

## Modalità di gioco
Le modalità di gioco non presentano salienti novità rispetto alle versioni precedenti del gioco e si svolgono in successione dopo aver terminato l'apprendistato di base. Sono inoltre presenti 10 missioni altamente rigiocabili ma senza la possibilità di cambiare le opzioni di inizio. Nel menù principale è possibile utilizzare un Editor di livelli di mappe e scenari, che sono poi utilizzabili soltanto per il gioco in gruppo con modem su LAN o su Internet.